# Athripsodes curvatus
Athripsodes curvatus är en nattsländeart som först beskrevs av Georg Ulmer 1912.  Athripsodes curvatus ingår i släktet Athripsodes och familjen långhornssländor. Inga underarter finns listade i Catalogue of Life.